# El Montmell-Marmellar
El Montmell-Marmellar es un Lugar de Importancia Comunitaria situado en la provincia de Barcelona y Tarragona, Comunidad Autónoma de Cataluña, España, 
es una sierra caliza de la Cordillera Litoral, situada en la parte más meridional del llamado bloque del Gaià. La atalaya del Montmell, que alcanza los 861 metros, es singular por su posición como fachada ante el Mediterráneo, que separa las comarcas del Alto Campo y del Bajo Panadés. Presenta una singularidad orográfica de especial interés paisajístico. Hay que considerar también los valores del encinar litoral y de algunas especies singulares de fauna invertebrada.
El Espacio Natural Protegido del Montmell-Marmellar está protegido por el Plan de Espacios de Interés Natural (PEIN) de la Generalidad de Cataluña mediante el Decreto 328/1992. Asimismo, fue declarado por primera vez como ZEPA y como LIC el 2006; posteriormente, fue ampliado como espacio Natura 2000 mediante el Acuerdo del Gobierno 112/2006, del 5 de septiembre, que aprobó la red Natura 2000 en Cataluña. Asimismo, mediante el Plan especial se hizo la delimitación definitiva. El Plan complementa el régimen normativo básico de protección establecido por el PEIN con determinaciones específicas para este Espacio.

## Medio físico
El relieve del Montmell-Marmellar, lo forman rocas calizas cretácicas, dolomías jurásicas y algunas manchas menos importantes de arcillas triásicas. Constituye una singularidad geológica de especial interés paisajístico, debido a sus relieves culminantes con formas especiales, como resultado de la erosión de los materiales por escorrentía de las aguas.
Impactosen el macizo de Montmell se produce una fuerte presión antrópica perimetral, dada la intensa urbanización de segunda residencia que le rodea. Las actividades extractivas y los vertederos situados en las partes externas perimetrales también afectan a su estado de conservación.
Vulnerabilidad naturallas comunidades vegetales xerófilas son altamente inflamables, con un elevado riesgo de incendio forestal. Hay que mencionar también la vulnerabilidad de algunos elementos de la fauna invertebrada.

## Biodiversidad
La función principal de los espacios naturales protegidos de Cataluña es conservar muestras representativas de la fauna, la flora y los hábitats propios del territorio, de forma que se puedan desarrollar los procesos ecológicos que dan lugar a la biodiversidad —la amplia variedad de ecosistemas y seres vivos: animales, plantas, sus hábitats y sus genes—. A pesar de los grandes efectos de los incendios forestales, el Montmell-Marmellar se caracteriza por el encinar litoral. Hay que remarcar la presencia de algunas especies singulares de la fauna invertebrada y de vertebrada asociada a los pájaros.

### Vegetación y flora
El paisaje totalmente mediterráneo está formado por un conjunto de unidades ordenadas, básicamente, en función de la altitud y la orografía de la sierra. El Montmell establece la transición entre las últimas irradiaciones de la maquia litoral de coscoja y palmito (Querco-Lentiscetum), localizada en los costeros secos de las laderas marítimas, y el encinar litoral con durillo (Quercetum ilicis galloprovinciale) del resto del territorio.
La naturaleza caliza del terreno y la influencia de los incendios han favorecido la existencia de grandes extensiones de maquia donde abunda la coscoja (Qeurcus coccifera). Los encinares han sido profundamente transformados esstando el paisaje actual dominado por las malezas, matorrales y prados secos, así como por los pinares de pino blanco. Sin embargo, hay que destacar la presencia de algunos encinares relictos muy bien conservados, exclusivamente refugiados en las laderas umbrías.

### Fauna
La fauna, característica de las sierras prelitorales, presenta unos elementos predominantemente mediterráneos en todos los ámbitos. A pesar de ser relativamente empobrecida en cuanto a los grandes predadores, algunas especies están bien representadas, como rapaces de gran interés de cara a la conservación, como el águila perdicera (Hieeraetus fasciatus). Otras especies de aves interesantes son la collalba negra (Oenanthe leucura) o la curruca enmascarado (Sylvia hortensis). Los reptiles encontramos la Vipera latasti. En cuanto a los invertebrados, destaca la presencia de un molusco endémico de las fuentes de este territorio: Bythinella alonsoae.